# Slowetschne
Slowetschne (ukrainisch Словечне; russisch Словечно Slowetschno) ist ein Dorf in Polesien im Norden der ukrainischen Oblast Schytomyr mit etwa 1700 Einwohnern (2001).

## Geografische Lage
Die Ortschaft liegt auf einer Höhe von 204 m am Ufer der Slawetschna, einem 158 km langen, rechten Nebenfluss des Prypjat, 33 km westlich vom Rajonzentrum Owrutsch und 150 km nördlich vom Oblastzentrum Schytomyr. Durch das Dorf verläuft die Territorialstraße T–06–17.

## Geschichte

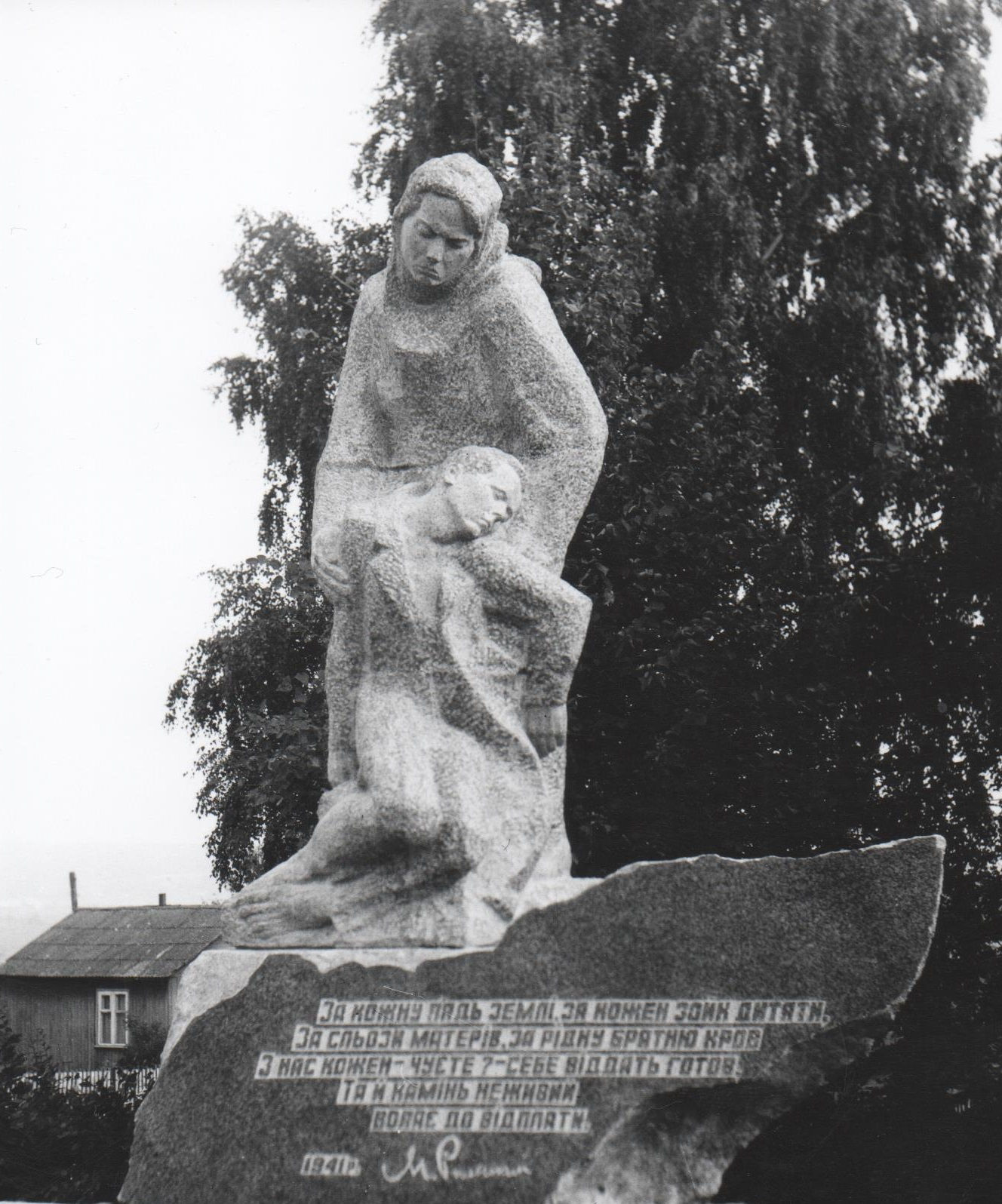
Denkmal für die verbrannten Dörfer, Bildhauer Josef Tabachnyk

Das 1566 erstmals in der Beschreibung der Woiwodschaft Kiew des Großfürstentums Litauen schriftlich erwähnte Dorf kam nach der Union von Lublin 1569 an Polen-Litauen und ging in das Eigentum der polnischen Magnaten Potocki über. 1773 wurden der Ortschaft Stadtrechte verliehen. Nach der zweiten polnischen Teilung wurde Slowetschne 1793 zusammen mit der rechtsufrigen Ukraine dem Russischen Kaiserreich einverleibt und war ab 1797 Teil des Bezirks Owrutsch im Gouvernement Wolhynien. 1863 wurde die Stadt zum administrativen Zentrum des Landkreises Owrutsch. Zwischen 1868 und 1899 wuchs die Zahl der Bauernhöfe von 145 auf 257 an und die Bevölkerung stieg von 1430 auf 1580 Einwohner. Bis 1896 entstanden vor Ort Wasser- und Dampfmühlen, eine Brennerei, Eisenhütten und Hammerwerke. Nach dem Ende des Russischen Bürgerkrieges wurde die Ortschaft Teil der Ukrainischen SSR innerhalb der Sowjetunion und nach der administrativ-territorialen Neuordnung von 1923 wurde Slowetschne Zentrum des gleichnamigen Rajons.
Vom 19. August 1941 bis zum 15. November 1943 war das Dorf von der Wehrmacht besetzt. In dieser Zeit war die Ortschaft ein Zentrum  sowjetischer Partisaneneinheiten, worauf die deutschen Besatzer mit Strafaktionen reagierten und in Slowetschne sowie 13 umliegenden Dörfern (siehe auch Kopyschtsche-Tragödie) mehr als 5.000 Menschen töteten und ganze Dörfer niederbrannten.
Durch die Nuklearkatastrophe von Tschernobyl im April 1986 wurde die Ortschaft radioaktiv kontaminiert.

## Verwaltungsgliederung
Am 7. Juli 2017 wurde das Dorf zum Zentrum der neugegründeten Landgemeinde Slowetschne (ukrainisch Словечанська сільська громада/Slowetschanska silska hromada), zu dieser zählten auch noch die 25 in der untenstehenden Tabelle aufgelisteten Dörfer, bis dahin bildete es zusammen mit den Dörfern Antonowytschi, Duby, Sadoroschok und Tchoryn die gleichnamige Landratsgemeinde Slowetschne (Словечанська сільська рада/Slowetschanska silska rada) im Westen des Rajons Owrutsch.
Am 18. Januar 2018 kamen noch die Dörfer Bihun und Selesiwka zum Gemeindegebiet, am 12. Juni 2020 dann noch die Dörfer Illimka, Krassyliwka, Nowi Welidnyky, Prybytky, Sorokopen, Stari Welidnyky  und Tschaban zum Gemeindegebiet.
Am 17. Juli 2020 kam es im Zuge einer großen Rajonsreform zum Anschluss des Rajonsgebietes an den Rajon Korosten.
Folgende Orte sind neben dem Hauptort Slowetschne Teil der Gemeinde:
| Name                     | Name            | Name                                 |
| ukrainisch transkribiert | ukrainisch      | russisch                             |
| ------------------------ | --------------- | ------------------------------------ |
| Antonowytschi            | Антоновичі      | Антоновичи (Antonowitschi)           |
| Bihun                    | Бігунь          | Бегунь (Begun)                       |
| Bilka                    | Білка           | Белка (Belka)                        |
| Duby                     | Дуби            | Дубы                                 |
| Horodez                  | Городець        | Городец (Gorodez)                    |
| Illimka                  | Іллімка         | Ильимка (Iljimka)                    |
| Koschetschky             | Кошечки         | Кошечки (Koschetschki)               |
| Kosuli                   | Козулі          | Козули                               |
| Kowanka                  | Кованка         | Кованка                              |
| Krassyliwka              | Красилівка      | Красиловка (Krassilowka)             |
| Lutschanky               | Лучанки         | Лучанки (Lutschanki)                 |
| Lystwyn                  | Листвин         | Листвин (Listwin)                    |
| Mazky                    | Мацьки          | Мацки (Mazki)                        |
| Moschary                 | Можари          | Можары                               |
| Nowa Rudnja              | Нова Рудня      | Новая Рудня (Nowaja Rudnja)          |
| Nowi Welidnyky           | Нові Велідники  | Новые Веледники (Nowyje Weledniki)   |
| Perebrody                | Переброди       | Переброды                            |
| Pobytschi                | Побичі          | Побычи (Pobytschi)                   |
| Prybytky                 | Прибитки        | Прибытки (Pribytki)                  |
| Rokytne                  | Рокитне         | Ракитное (Rakitnoje)                 |
| Sadoroschok              | Задорожок       | Задорожок                            |
| Selesiwka                | Селезівка       | Селезовка (Selesowka)                |
| Sorokopen                | Сорокопень      | Сорокопень                           |
| Stari Welidnyky          | Старі Велідники | Старые Веледники (Staryje Weledniki) |
| Syrnyzja                 | Сирниця         | Сырница (Syrniza)                    |
| Tchoryn                  | Тхорин          | Тхорин (Tchorin)                     |
| Tschaban                 | Чабан           | Чабан                                |
| Tscherewky               | Черевки         | Черевки (Tscherewki)                 |
| Tscherwonka              | Червонка        | Червонка                             |
| Tscherwonosilka          | Червоносілка    | Червоносёлка (Tscherwonosjolka)      |
| Ussowe                   | Усове           | Усово (Ussowo)                       |
| Werpa                    | Верпа           | Верпа                                |
| Wosljakowe               | Возлякове       | Возляково (Wosljakowo)               |
| Wosnytschi               | Возничі         | Возничи (Wosnitschi)                 |